# Селениста кислота
Селениста кислота (або селенітна кислота) — хімічна сполука з формулою H2SeO3. Структурно її більш точно описує формула O=Se(OH)2. Це основна оксокислота селену; іншою є селенова кислота.

## Утворення і властивості
Селениста кислота аналогічна сірчистій кислоті, але її легше відокремити. Селениста кислота легко утворюється при додаванні до води діоксиду селену. Будучи кристалічною твердою речовиною, сполуку можна розглядати як пірамідальні молекули, які з'єднані між собою водневими зв'язками.
У розчині це дипротонова кислота:
H2SeO3 ⇌ H+ + HSeO−3  (pKa = 2.62)
HSeO−3 ⇌ H+ + SeO2−3  (pKa = 8.32)
За своєю природою вона помірно окиснюється, але кінетично повільно. В 1 М H+:
H2SeO3 + 4 H+ + 4 e− ⇌ Se + 3 H2O   (Eo = +0.74 V)
В 1 М OH−:
SeO2−3 + 4 e− + 3 H2O ⇌ Se + 6 OH−   (Eo = −0.37 V)
Селениста кислота є гігроскопічною.

## Використання
Основне застосування — захист і зміна кольору сталі, особливо сталевих частин вогнепальної зброї. Так званий процес холодного воронування використовує селенисту кислоту, нітрат міді (II) і азотну кислоту для зміни кольору сталі зі сріблясто-сірого на синьо-сірий або чорний. В альтернативних процедурах замість них використовується мідний купорос і ортофосфорна кислота. Цей процес утворює покриття із селеніду міді та істотно відрізняється від інших процесів воронування, які генерують чорний оксид заліза. Деякі старі леза для гоління також виготовляли з вороненої сталі.
Інше застосування селенистої кислоти – це хімічне затемнення та патинування міді, латуні та бронзи, що забезпечує насичений темно-коричневий колір, який можна додатково посилити механічним стиранням.
Використовується в органічному синтезі як окиснювач для синтезу 1,2-дикарбонільних сполук, наприклад, у лабораторному отриманні гліоксалю (етан-1,2-діону) з ацетальдегіду.
Селениста кислота є ключовим компонентом реагенту Мекке, який використовується для перевірки на наркотики.

### Медичне застосування
Селениста кислота може постачати мікроелемент, який люди вказують як джерело селену.

## Вплив на здоров'я
Як і багато інших сполук селену, селениста кислота є дуже токсичною у надмірних кількостях, і споживання будь-якої значної кількості селенової кислоти зазвичай призводить до летального результату, однак вона є схваленим харчовим джерелом у належних кількостях. Симптоми отруєння селеном можуть виникнути через кілька годин після впливу кислоти, і можуть включати ступор, нудоту, важку гіпотензію та смерть.

## Зовнішні посилання
- Selenious acid. Drug Information Portal. U.S. National Library of Medicine.